# Canadougou
Canadougou és una regió de la part oriental del modern estat de Burkina Faso, que formava part del regne de Kénédougou (capital Sikasso). Kénédougou volia dir país de la sorra i sovint Canadougou apareix com a sinònim de Kénédougou, tot i que eren regions diferenciades. Als mapes francesos Canadougou apareix com la província occidental del regne de Kénédougou, mentre es dona el nom pròpiament de Kénédougou a Sikasso i el seu entorn. Canadougou s'estenia per l'oest fin el riu Sameko i potser fins al riu Baoulé (afluent del Bakhoy) (o alt Bani), al sud fins a una zona muntanyosa; a l'est fins a Ntiela i el riu Bagoé; el seu límit al nord era imprecís arribant probablement fins al sud de Bolé.